# U 96 (U-Boot, 1917)
U 96  war ein diesel-elektrisches U-Boot der deutschen Kaiserlichen Marine, das im Ersten Weltkrieg zum Einsatz kam. Sie war das Typschiff einer Klasse mit drei U-Booten – U 96, U 97 und U 98.

## Einsätze
U 96 lief am 15. Februar 1917 bei der Germaniawerft in Kiel vom Stapel und wurde am 11. April 1917 in Dienst gestellt. Ab Mai 1917 war das Boot der IV. U-Flottille in Emden und Borkum zugeordnet. Erster und einziger Kommandant war Kapitänleutnant Heinrich Jeß (11. April 1917 bis 31. August 1918).
U 96 führte während des Ersten Weltkriegs acht Unternehmungen im östlichen Nordatlantik durch. Dabei wurden 31 Handelsschiffe mit einer Gesamttonnage von 95.215 Bruttoregistertonnen (BRT) versenkt. Neben zivilen Schiffen der Kriegsgegner wurden auch Schiffe unter Flaggen neutraler Staaten angegriffen.
Das größte von U 96 versenkte Schiff war das britische Passagierschiff Apapa mit 7.832 BRT. Die Apapa wurde am 28. November 1917 auf ihrer Fahrt von Sierra Leone nach Liverpool etwa drei Meilen nordöstlich von Lynas Point (Wales) torpediert. Durch einen vorzeitigen Fangschuss verhinderte Jeß eine geordnete Evakuierung des Schiffes, was 77 Menschen das Leben kostete. Etwas größer war das britische Frachtschiff Custodian, das am 20. März 1918 nordwestlich der Isle of Man torpediert wurde. Dabei starben drei Besatzungsmitglieder. Das mit 9.214 BRT vermessene Schiff konnte jedoch entkommen und wurde wieder seetüchtig gemacht.
Am Abend des 6. Dezember 1917 rammte U 96 in der Dunkelheit aus Unachtsamkeit das deutsche Minen-U-Boot UC 69. Der Unfall ereignete sich im Ärmelkanal etwa 8,5 Seemeilen nördlich von Kap Barfleur. Obwohl U 96 den Untergang durch Abstützen verzögerte, sank UC 69 binnen zehn Minuten. Elf Besatzungsmitglieder fanden dabei den Tod.

## Verbleib
U 96 überstand den Krieg. Am 20. November 1918 wurde das Boot an das Vereinigte Königreich ausgeliefert. Die Verschrottung erfolgte in den Jahren 1919 bis 1920 im schottischen Bo’ness.